# Assistência financeira após os ataques de 11 de setembro
Agências humanitárias e de caridade levantaram mais de US$ 657 milhões nas três semanas seguintes aos ataques 11 de setembro de 2001. A maior parte foi destinada às vítimas sobreviventes e familiares das vítimas. Embora esta seja uma soma bastante grande, é pequena em comparação com os vários milhões de dólares pagos pelo governo e pelas companhias de seguro privadas.

## Assistência do governo
Na madrugada de 21 de setembro, o Congresso aprovou uma lei para revigorar a indústria da aviação e estabelecer um fundo federal para as vítimas.  O custo do maior fundo chegou a $7 bilhões (o custo médio do pagamento foi de $1,8 milhão por família). Vítimas de ataques terroristas anteriores, incluindo aqueles ligados à al-Qaeda, não foram incluídas no fundo.

## Cruz Vermelha Americana
Das doações para o Fundo de Emergência, em 19 de novembro de 2001, a Cruz vermelha americana garantiu 3,165 cheques para 2,776 famílias, totalizando $54.3 milhões.
172,612 casos foram para contatos de saúde mental. O número 866-GET INFO recebeu 29,820 ligações. Em 3:10 p.m. de 20 de novembro de 2001, haviam sido feitas 1,592,295 de doações de sangue desde 11 de setembro.
Doações de Fogo pegou contribuições de caridade para bombeiros, EMS e funcionários do resgate.

## Outras assistências
- Na área de Baltimore, em Washington, D.C., a "Giant Food" ofereceu equiparar as contribuições feitas na loja até $1 milhão.
- Para as famílias dos 79 empregados do restaurante Windows of the World: Windows of Hope Family Relief Fund, c/o David Berdon & Company, 415 Madison Avenue, New York, NY 10017.
- Arista Records re-relançou a gravação da cantora Whitney Houston de "The Star Spangled Banner" como um single para caridade depois dos ataques, com todos os lucros indo para os bombeiros e vítimas dos ataques. Mariah Carey também gravou um single de caridade, "Never Too Far/Hero Medley", lançado no selo da Virgin Records.
- Na Irlanda, o Comitê Nacional de Bombeiros abriu um fundo para as famílias dos mortos ou feridos nos ataques[1].

## Suprimentos de Emergência
Na quinta e sexta, 14 e 15 de setembro de 2001, vários suprimentos foram enviados para os grupos de apoio do World Trade Center que foram coletados na cidade de New York, e foram colocados no Javits Convention Center ou em uma área reservada da Union Square. Até sabado pela manhã, foram coletados o suficiente de suprimentos e voluntários.

## Fundos de Memória
Muitas famílias e amigos das vitimas preparam fundos de memória e projetos para devolver a suas comunidades e mudar o mundo em honra da vida de seus entes queridos. Exemplos incluem:
- Beyond the 11th
- The Peter M. Goodrich Memorial Foundation
- Our Voices Together
- September 11th Families for Peaceful Tomorrows
- Heroic Choices (originally the Todd M. Beamer Foundation)
- Tuesday's Children